# Pomyków (województwo mazowieckie)
Pomyków – wieś w Polsce położona w województwie mazowieckim, w powiecie przysuskim, w gminie Przysucha.  Ma status sołectwa. Wieś przecina droga krajowa nr 12.
W latach 1975–1998 miejscowość położona była w województwie radomskim.
Wierni Kościoła rzymskokatolickiego należą do parafii św. Jana Nepomucena w Przysusze.

## Kultura i sport
- Wiejski Dom Kultury
- klub sportowy Jagodzianka Pomyków